# 33440 Nicholasprato
33440 Nicholasprato è un asteroide della fascia principale. Scoperto nel 1999, presenta un'orbita caratterizzata da un semiasse maggiore pari a 2,4580241 au e da un'eccentricità di 0,1098563, inclinata di 6,49487° rispetto all'eclittica.
L'asteroide è dedicato a Nicholas Prato, astrofilo cooperante con l'osservatorio Keck II.